# Malaui en los Juegos Paralímpicos de Tokio 2020
Malaui estuvo representado en los Juegos Paralímpicos de Tokio 2020 por una deportista femenina. El equipo paralímpico malauí no obtuvo ninguna medalla en estos Juegos.